# Doruk Pehlivan
Doruk Pehlivan (ur. 10 lipca 1998 w Ankarze) – turecki piłkarz ręczny, lewy rozgrywający, od 2019 zawodnik Vive Kielce, który aktualnie przebywa na dwuletnim wypożyczeniu w zespole niemieckiej Bundesligi GWD Minden.

## Kariera klubowa
Do 14. roku życia trenował piłkę ręczną i koszykówkę, następnie zdecydował się uprawiać wyłącznie szczypiorniak. Do 2018 był zawodnikiem stołecznego Maliye Milli Piyango, w którego barwach zadebiutował w wieku 16 lat w tureckiej ekstraklasie. W sezonie 2015/2016 zdobył w lidze jednego gola, w sezonie 2016/2017 rzucił 95 bramek, natomiast w sezonie 2017/2018 zdobył 148 goli, zajmując 2. miejsce w klasyfikacji najlepszych strzelców rozgrywek.
W 2018 przeszedł do austriackiego Fivers Margareten. W stołecznym zespole zadebiutował 23 sierpnia 2018 w przegranym meczu o Superpuchar Austrii z Alpla HC Hard (23:24), w którym rzucił jedną bramkę. Przez następne kilka tygodni nie grał z powodu kontuzji. W austriackiej ekstraklasie zadebiutował 19 października 2018 w przegranym spotkaniu z UHK Krems (28:30), w którym zdobył jedenaście goli. W sezonie 2018/2019 rozegrał w lidze 21 meczów i rzucił 128 bramek.
Na początku kwietnia 2019 ogłoszono, że w lipcu 2020 zostanie zawodnikiem Vive Kielce, z którym podpisał czteroletni kontrakt. Kluby podjęły rozmowy na temat przejścia Pehlivana do polskiego zespołu w lipcu 2019. Kilka tygodni później prezes Bertus Servaas potwierdził, że Pehlivan przejdzie do Vive już w lipcu 2019. W Superlidze zadebiutował 31 sierpnia 2019 w wygranym meczu ze Stalą Mielec (33:20), w którym zdobył cztery gole. Po raz pierwszy w Lidze Mistrzów wystąpił 15 września 2019 w spotkaniu z THW Kiel (30:30), zaś dwie pierwsze bramki w tych rozgrywkach rzucił 22 września 2019 w meczu z Motorem Zaporoże (33:26).

## Kariera reprezentacyjna
W 2016 z reprezentacją Turcji U-18 uczestniczył w mistrzostwach Europy U-18 dywizji B w Bułgarii (2. miejsce), w których w pięciu meczach zdobył 25 goli oraz został uznany najlepszym lewym rozgrywającym turnieju. W 2018 brał udział w mistrzostwach Europy U-20 dywizji B w Czarnogórze (6. miejsce). W turnieju tym wystąpił w sześciu spotkaniach i rzucił 60 bramek, zajmując 2. miejsce w klasyfikacji najlepszych strzelców i zostając wybranym najlepszym lewym rozgrywającym zawodów.
W maju 2017 wraz z reprezentacją Turcji wywalczył srebrny medal igrzysk solidarności islamskiej w Baku. Latem 2018 uczestniczył w igrzyskach śródziemnomorskich w hiszpańskiej Tarragonie, w których rozegrał sześć meczów i zdobył 50 goli. W eliminacjach do mistrzostw świata 2019 wystąpił w pięciu spotkaniach i rzucił 13 bramek. W kwalifikacjach do mistrzostw Europy 2020 rozegrał sześć spotkań i zdobył 31 goli.

## Życie prywatne
Jego rodzice, matka Zeynur i ojciec Zeki, zawodowo uprawili piłkę ręczną, grając w reprezentacji Turcji. W dzieciństwie, do trzeciego roku życia, był chorowity – miał napady duszności, problem z nabieraniem powietrza, dławił go kaszel, a lekarze zdiagnozowali u niego astmę atopową.

## Osiągnięcia
Reprezentacja Turcji
- 2. miejsce w igrzyskach solidarności islamskiej: Azerbejdżan 2017

Indywidualne
- 2. miejsce w klasyfikacji najlepszych strzelców tureckiej ekstraklasy: 2017/2018 (Maliye Milli Piyango; 148 bramek)[3]
- 2. miejsce w klasyfikacji najlepszych strzelców mistrzostw Europy U-20 dywizji B: Czarnogóra 2018 (Turcja U-20; 60 bramek)[7]
- Najlepszy lewy rozgrywający mistrzostw Europy U-18 dywizji B: Bułgaria 2016[8]
- Najlepszy lewy rozgrywający mistrzostw Europy U-20 dywizji B: Czarnogóra 2018[9]

## Statystyki
| Klub                            | Sezon     | Liga | Liga | Liga | Liga | Puchar kraju | Puchar kraju | Puchar kraju | Superpuchar kraju | Superpuchar kraju | Superpuchar kraju | Razem | Razem | Razem |
| Klub                            | Sezon     | Liga | M    | B    | Śr.  | M            | B            | Śr.          | M                 | B                 | Śr.               | M     | B     | Śr.   |
| ------------------------------- | --------- | ---- | ---- | ---- | ---- | ------------ | ------------ | ------------ | ----------------- | ----------------- | ----------------- | ----- | ----- | ----- |
| Fivers Margareten               | 2018/2019 | HLA  | 21   | 128  | 6,1  | 3            | 15           | 5            | 1                 | 1                 | 1                 | 25    | 144   | 5,8   |
| Stan na koniec sezonu 2018/2019 |           |      |      |      |      |              |              |              |                   |                   |                   |       |       |       |